# Ruta Provincial 17 (Misiones)
La Ruta Provincial 17 es una carretera argentina con jurisdicción en la Provincia de Misiones. Recorre aproximadamente 112 kilómetros dentro de los departamentos Eldorado, San Pedro y General Manuel Belgrano. Tiene su inicio en la intersección con la Ruta Nacional 12 en la ciudad de Eldorado y culmina en la Ruta Nacional 14, en cercanías de la localidad de Dos Hermanas.

## Recorrido
La ruta tiene sentido general oeste-este y está totalmente asfaltada. Tiene su inicio en la intersección con la Ruta Nacional 12 en la ciudad de Eldorado y atraviesa dicho eje urbano bajo el nombre de Avenida San Martín. Dentro del departamento Eldorado atraviesa además las localidades de 9 de Julio y Santiago de Liniers. Al llegar a Pozo Azul recibe tráfico de la Ruta Provincial 20, proveniente de San Pedro. Finaliza su recorrido pasando la localidad de Dos Hermanas en la intersección con la Ruta Nacional 14, por la cual se continúa hasta la ciudad de Bernardo de Irigoyen, en la frontera con Brasil. Esta ruta recibe un intenso flujo de vehículos, en época vacacional, por la facilidad de cruce de frontera (frontera seca) y cercanía a litoral brasileño, muy requerido por argentinos; la Ruta Nacional 14 se encuentra ya totalmente asfaltada y donde en la intersección de ambas ruta existe una rotonda que nos direcciona sentido Norte a Bernardo de Irigoyen (11 km), o San Pedro sentido sur (77 km Aprox.). La Ruta Prov. N.º 17 ha sido re asfaltada desde el Pje. Km 90 hasta intersección Ruta Nacional N.º 14, con ampliación de 3° Trocha, marcado, y una nueva configuración en el Pje. Dos Hermanas con calles colectoras, ensanchado de Ruta Etc.-

## Localidades
Las ciudades y pueblos por los que pasa esta ruta son las siguientes:
- Departamento Eldorado: Eldorado, 9 de Julio. Santiago de Liniers.
- Departamento San Pedro: Pozo Azul.
- Departamento Gral. Manuel Belgrano: Dos Hermanas.

## Estado de conservación
El estado de conservación de la ruta es malo, sin marcaciones sobre la cinta asfáltica pero con señales. Se la considera una ruta peligrosa, debido a sus pendientes pronunciadas y su recorrido sinuoso. Las banquinas se encuentran en mal estado.